# Uzari
Uzari, (egl. Juryj Nawrotski, hviderussisk: Юрый Віктаравіч Наўроцкі tr. Juryj Viktaravitj Nawrotski ; russisk: Юрий Викторович Навроцкий tr. Jurij Viktorovitj Navrotskij; født den 11. maj 1991 i Minsk, Hviderussiske SSR, Sovjetunionen) er en hviderussisk sanger. Han repræsenterede Hviderusland ved Eurovision Song Contest 2015 sammen med violinisten Majmuna og nummeret "Time".

## Biografi
Uzari har studeret kordirektion ved musikkonservatoriet i Minsk samt jazzsang ved kultur- og kunstuniversitetet i Sankt Petersborg, hvorfra han dimitterede i 2013. I 2010 medvirkede han i musicalen "Delicate Queen" i Sankt Petersborgs nationalteater, og samme år var han forsanger i gruppen True Jazz Band. Han var endvidere backingvokalist for Anastasija Vinnikava, da hun repræsenterede Hviderusland ved Eurovision Song Contest 2011 i Düsseldorf.
Uzari vandt den 26. december 2014 den hviderussiske forhåndsudvælgelse til Eurovision Song Contest sammen med violinisten Majmuna og nummeret "Time". De skal dermed repræsentere Hviderusland med nummeret ved Eurovision Song Contest 2015 i maj i Wien.